# Agoliinus piceatus
Agoliinus piceatus är en skalbaggsart som beskrevs av Robinson 1946. Agoliinus piceatus ingår i släktet Agoliinus och familjen Aphodiidae. Inga underarter finns listade i Catalogue of Life.